# Галиндо I Аснарес
Гали́ндо I Асна́рес (араг. Galindo I Aznárez) (умер в 867) — граф Сердани (между 824 и 833—834/835), Урхеля (между 824 и 833—834/838), Пальярса и Рибагорсы (833—844) и Арагона (844—867). Представитель династии Галиндес.

## Биография
Галиндо Аснарес был младшим сыном графа Арагона Аснара I Галиндеса, управлявшего графством как вассал Франкского государства. Первое датированное известие о Галиндо относится к 816 году, когда он вместе со своим старшим братом Сентюлем воспрепятствовал мужу своей сестры Матроны, Гарсии Галиндесу, встретится с его любовницей, обманом заперев его в одном из домов в Иванов день (24 июня). После этого Сентюль перед своим отцом обвинил Гарсию в супружеской измене. Взбешённый Гарсия напал на Сентюля и убил его, за что был графом Аснаром I брошен в темницу, где провёл четыре года. В 820 году Гарсии Галиндесу удалось бежать из заключения и получить помощь от отца своей новой жены, короля Памплоны Иньиго Аристы. Вторгнувшись с войском наваррцев в Арагон, Гарсия изгнал из графства Аснара I Галиндеса и сам взошёл на престол.
Аснар Галиндес вместе с семьёй бежал ко двору императора Запада Людовика I Благочестивого, от которого в качестве компенсации получил вакантные графства Сердань и Урхель. В период между 824 и 833 годами граф Аснар отказался от управления графством в пользу своего сына, но, вероятно, и после этого продолжал оказывать влияние на правление Галиндо. В 833 году Галиндо Аснарес захватил графства Пальярс и Рибагорса, находившиеся под властью маркграфа Тулузы Беренгера Мудрого, и заключил союз с главой мусульманской семьи Бану Каси Мусой II ибн Мусой. Захват графств привёл Галиндо к конфликту с графом Бернаром Септиманским, а союз с мусульманами вызвал недовольство Людовика Благочестивого. В результате в 834 году император объявил, что лишает Галиндо всех его владений, передав их Сунифреду I. В 835 году Сунифред изгнал Галиндо из Сердани, а в 838 году — из Урхеля. Во власти Галиндо Аснареса остались только Пальярс и Рибагорса, но и они в 844 году были завоёваны графом Тулузы Фределоном.
Потеряв все свои владения, Галиндо Аснарес бежал за пределы Франкского государства, найдя приют в Памплоне у короля Иньиго Аристы. В этом же 844 году Галиндо завладел графством Арагон. Различные исторические источники приводят разные версии этого события. Одни говорят, что после смерти бездетного графа Галиндо Гарсеса Галиндо Аснарес без какого-либо сопротивления со стороны арагонцев взошёл на престол графства. Другие источники свидетельствуют, что Галиндо овладел графством с помощью войска, предоставленного франками. Схватив бывшего графа Арагона Гарсию I Галиндеса, Галиндо Аснарес казнил его в одном из оврагов в качестве мести за убийство своего брата Сентюля. О том, был ли в это время граф Галиндо Гарсес ещё жив, источники однозначного ответа не дают. Став графом Арагона, Галиндо был вынужден признать над собой верховную власть короля Иньиго Аристы, что положило начало процессу постепенного усиления зависимости Арагона от Наварры. Позднее союз между двумя правителями был скреплён браком сына и наследника графа Галиндо, Аснара, и Онеки, дочери будущего короля Памплоны Гарсии I Иньигеса.
О правлении графа Галиндо I Аснареса в Арагоне известно очень мало. Сохранилось только несколько хартий, предположительно выданных этим правителем, из которых важнейшая — хартия от 867 года, в которой граф Арагона передал монастырю Сан-Педро-де-Сиреса налоги, получаемые графской казной с города Валье-де-Эчо и всей близлежащей долины. Однако достоверность этой хартии вызывает сомнение многих историков, так как здесь упоминается некий «графа Галиндо Аснареса зять, король Санчо», о котором ничего не известно.
Согласно генеалогиям «Кодекса Роды», от неизвестной по имени жены граф Галиндо Аснарес имел одного ребёнка, сына Аснара II Галиндеса (умер в 893), который в 867 году унаследовал графство Арагон после смерти своего отца.